# (835) Оливия
(835) Оливия (лат. Olivia) — астероид главного пояса, открытый 23 сентября 1916 года немецким астрономом Максом Вольфом в обсерватории Гейдельберг.
Какое-либо совпадение имени этого астероида с конкретной личностью или определённым событием неизвестно.